# Ekiti (LGA)
Ekiti è una delle sedici aree a governo locale (local government areas) in cui è suddiviso lo stato di Kwara, in Nigeria. Estesa su una superficie di 480 km², conta una popolazione di 54.850 abitanti.